# Humbert Gazzano
 (mars 2021).
Humbert Émile Gazzano est un militaire français né le 31 octobre 1915 et décédé le 26 mai 1998. Il termine sa carrière en 1969 avec le grade de général de division aérienne.

## Biographie
Humbert Gazzano est né à Menton le 31 octobre 1915. Il intègre l'École de l'air le 1er octobre 1936. Il participe à la bataille de France en tant que sous-lieutenant et est promu lieutenant en 1940 puis capitaine en 1944. Il participe alors à la campagne d'Italie, à la Libération de la France puis à la campagne d'Allemagne au sein du groupe de bombardement moyen 2/52.
Après guerre, il est affecté au groupe de transport 2/52 « Franche-Comté » (GT 2/52) stationné à Blida. En 1949, il devient commandant du GT 2/52 qui part pour l'Indochine où il participe activement. Il est ensuite affecté à l'état-major du Groupement des moyens militaires de transport aérien. En 1954, il est promu lieutenant-colonel et prend le commandement de la base aérienne 101 Toulouse-Francazal et du Centre d'instruction des équipages de transport (CIET). En 1957, il est affecté à Dakar puis  est nommé colonel l'année suivante.
En 1960, il est affecté à la Direction du personnel militaire de l'Armée de l'air. En 1963, après avoir été promu général de brigade aérienne, il devient commandant de la zone outre-mer no 1 puis adjoint au général commandant de la Défense aérienne. Dans le même temps, il suit les cours de l'Institut des hautes études de Défense nationale.
Le 4 septembre 1967, il prend la tête du Commandement du transport aérien militaire (COTAM). Il est promu général de division aérienne en avril 1968. Il prend sa retraite le 19 septembre 1969, il a alors 5 300 heures de vol.
Il décède le 26 mai 1998 à Paris 14e. Il est enterré au nouveau cimetière de Sanary-sur-Mer.

## Distinctions
- Commandeur de la Légion d'honneur[2]
- Grand officier de l'ordre national du Mérite[2]
- Croix de guerre 1939–1945 (6 citations[2] dont 3 à l'ordre de l'Armée aérienne[1])
- Croix de guerre des Théâtres d'opérations extérieurs[2]
- Croix de la Valeur militaire[2]